# Sophie Capewell
Sophie Capewell (ur. 4 września 1998 w Lichfield) – brytyjska kolarka torowa, dwukrotna medalistka mistrzostw świata.

## Kariera
Pierwszy sukces w karierze osiągnęła w 2016 roku, kiedy zdobyła brązowy medal w wyścigu na 500 m na mistrzostwach Europy juniorów w Montichiari. Na rozgrywanych rok później mistrzostwach Wielkiej Brytanii zwyciężała w sprincie drużynowym i keirinie. Podczas mistrzostw świata w Roubaix w 2021 roku razem z koleżankami z reprezentacji zajęła trzecie miejsce w sprincie drużynowym. Wynik ten Brytyjki z Capewell w składzie powtórzyły na mistrzostwach świata w Yvelines w 2022 roku, a na mistrzostwach Europy w Grenchen w 2023 roku zajęły drugie miejsce. Ponadto na igrzyskach Wspólnoty Narodów w Birmingham w 2022 roku była druga w keirinie, a w wyścigu na 500 m zdobyła brązowy medal.